# Mazda
Mazda je ime japanskog proizvođača automobila

## Ime
Neki proizvođači automobila nose imena svojih prvih vlasnika/utemeljitelja (npr. Renault po Louisu Renaultu, Ferrari po Enzu Ferrariju,...). Drugi pak rabe kratice (BMW - Bayerische Motor Werke, Fiat - Fabbrica Italiana Automobili Torino,...). Mazda je tu posebna, ime tvrtke je ime antičkog božanstva - Ahure Mazde.

## Povijesni modeli
- Mazda 5 (ranije Premacy)
- Mazda RX-8
- Mazda BT-50
- Mazda CX-7

## Aktualni modeli
- Mazda 2 (ranije Demio)
- Mazda 3 (ranije 323)
- Mazda 6 (ranije 626)
- Mazda CX-3 (SUV)
- Mazda CX-30 (SUV)
- Mazda CX-5 (SUV)
- Mazda MX-5 (roadster)
- Mazda MX-30 (EV)